# Alvin and the Chipmunks
Alvin and the Chipmunks (literalment en català "Alvin i els esquirols") és una pel·lícula apta per a tot públic del 2007 que tracta sobre la vida del grup musical Alvin and the Chipmunks (i sobre la sèrie del mateix nom). Va ser dirigida per Tim Hill i va ser produïda per Bagdasarian Productions, Regency Enterprises, i 20th Century Fox. La pel·lícula ha rebut crítiques generalment negatives dels crítics de cinema, però va ser un èxit financer, ja que va recaptar més de $210 milions de dòlars a Amèrica del Nord i aproximadament $330 milions de dòlars a tot el món.

## Argument
La història comença en la part posterior d'un turó, ubicat en un bosc, durant l'estiu. Tres esquirols (anomenats Alvin, Simon i Theodore) estan cantant la cançó "Bad Day", de Daniel Powter. Després, comencen a queixar-se de la seva reserva de menjar quan Alvin, accidentalment, buida el seu rebost, ja que el dipòsit era ple i l'esquirol l'havia tirat per un clot, fent que totes les nous volin per l'aire. Alvin es queixa de la seva pròpia vida i fins i tot li diu al seu arbre "estúpid"; després, l'arbre és talat (amb el desafortunat trio dins). Mentre el tronc cau i els esquirols són agitats, aquestes pensen que Alvin havia fet que l'arbre s'enutgés. L'arbre és pujat a un camió i portat a una ciutat, per convertir-se en un arbre de Nadal. Mentrestant, el compositor David "Dave" Seville (Jason Lee) envia una de les seves cançons a la discogràfica JETT, però un dels executius, Ian Hawke, qui diu que odia l'última cançó de Dave, la rebutja. Quan surt de la discogràfica, Dave troba una bossa plena de pastissets. Els esquirols i l'arbre, per la seva part, acaben a la recepció de la companyia discogràfica JETT. Alvin, Simon i Theodore aconsegueixen escapar de l'arbre i entren a la cistella de Dave. Quan Dave arriba a casa, tira la bossa a les escombraries i comença a llançar totes les seves composicions per la porta. Els esquirols decideixen amagar-se al rebost. Quan Dave els descobreix, comença a voler aixafar-los amb una espàtula. Alvin ataca en Dave, qui aconsegueix atrapar-lo, però l'esquirol aconsegueix escapar.
Els Chipmunks finalment fan que Dave quedi inconscient llançant-li una gerra de vidre plena de crispetes de blat de moro sobre el cap. Després comencen a preocupar-se, ja que Dave no desperta, però quan ho fa, tanca els esquirols i comença a netejar. Poc després queda sorprès en sentir-los cantar. Decideix de fer un tracte amb ells: els deixarà quedar-se, menjar i mirar la TV si canten per a ell i, a més, si no porten cap altre animal a la casa. Simon diu que ells no s'associen amb altres animals. Després de negociar el tracte, Alvin li recorda a Dave que havia deixat tot el seu equipament musical fora de la casa, per la qual cosa aquest el buscarà.
Dave els prepara un llit en una butaca; mentre els esquirols dormen, els seus roncs es transformen en una cançó, despertant la creativitat de Dave. Havent recuperat el seu equip musical, escriu una cançó de Nadal ("The Chipmunk Song (Christmas Don't Be Late)"). Després, durant la nit, en compon la música. Al matí, quan els Chipmunks estan tractant d'atrapar una torrada cremada i Simon tracta de menjar-se-la, aquesta cau davant ell, encara que no aconsegueix veure-la. Dave se n'adona, per la qual cosa li dona unes d'ulleres de llarga vista, amb la qual cosa se soluciona el problema, que l'esquirol és curt de vista.
Dave, després, torna a la discogràfica JETT per mostrar-li a Ian el que havia descobert, tres esquirols cantant amb la seva cançó de Nadal com a fons. Malgrat que els Chipmunks canten la cançó perfectament, sofreixen pànic escènic i es neguen a cantar. Dave és novament acomiadat de la companyia. En el viatge en cotxe de tornada al treball oficial de Dave, els esquirols li diuen que només havien sentit vergonya. Dave no els fa cas. Quan finalment arriba al seu treball, descobreix que els esquirols havien dibuixat imatges desagradables per tot el local, provocant que l'acomiadin. Dave torna furiós a casa molt enutjat amb els esquirols.
Theodore, després, li recorda a Dave que té una cita amb la seva promesa, Claire. Alvin creu que pot ajudar Dave amb la seva cita, abaixant els llums, posant cançons romàntiques al reproductor de CDs i encenent el foc a la llar de foc, però accidentalment acaba separant Dave i Claire. Quan Dave explica que la seva vida està sent sabotejada per uns esquirols parlants, Claire no el creu i se'n va.
Els Chipmunks, enfadats pel fet que Dave estigui enutjat amb ells, tracten d'arreglar-ho anant a la mansió d'Ian per cantar-li la cançó de Nadal, i Ian respon "Benvinguts a la discogràfica JETT". Estant de compres amb els esquirols, Dave s'hi enfada per anar a la mansió d'Ian sense avisar-lo i, com a càstig, els prohibeix quedar-se desperts després de les nou de la nit. Després admet que no té gaires diners, quan que els esquirols posen grans quantitats de torrades al carro de la compra. En aquest punt, la seva cançó de Nadal comença a sonar en la ràdio de la botiga. Després, Ian truca per telèfon a Dave i li torna la feina.
En la vigília de Nadal, Theodore li diu a Dave que havia tingut un malson, per la qual cosa vol dormir amb ell. Dave li diu "Està bé, però dorm a l'altre costat del llit". Després, es veu Theodore dormint al cap de Dave.
L'endemà al matí, Alvin i Simon desperten Dave i Theodore per intercanviar regals. Simon li dona a Dave un clip fet per ell mateix, Alvin la seva pròpia billetera (ja que volia regalar-li una cosa que usi tots els dies), i Theodore una targeta amb imatges d'ananàs, les quals els representaven a ells quatre com una família. Malgrat això, Dave aclareix que ells no són més que amics. Sobtadament, Ian entra a la casa vestit de Papà Noel i portant una bossa plena de regals, que resulten ser joguines per als esquirols, qui comencen a dir-li Oncle Ian.
Quan els esquirols fan el seu primer concert (en el qual canten Witch Doctor), són separats de Dave per Ian, que els diu que podrien ser molt bons artistes si estiguessin amb ell en lloc d'amb el compositor. A més, els diu que Dave els anomenava "rates" a l'esquena, quan, en realitat, qui feia això era Ian. Aquella nit, Theodore descobreix una carta que Dave havia escrit després del seu desastrós sopar amb Claire, demanant als esquirols que se n'anessin. Tristos, decideixen deixar Dave i anar-se'n a viure amb Ian, que els omple de regals però els fa treballar fins al cansament. També li dona a Simon noves ulleres, malgrat que l'esquirol no aconsegueix veure bé amb ells (després del qual Ian diu "Els teus ulls s'acostumaran").
Mentre graven la cançó "Get Munk'd" en l'estudi, els esquirols es cansen tant de cantar que acaben caient de son. Ian creu que la cafeïna podria ajudar-los. Per tant, els dona cafè, després del qual se senten prou bé com per cantar, excepte que prenen massa, quedant desorientat. Simon les hi arregla per prendre el micròfon, i comença a balancejar-se cap a tots els costats, fins a estavellar-se amb el vidre de la finestra.
Ian no li permet a Theodore dormir amb ell quan té un malson (com havia fet Dave), i, a més, li diu que ell també havia tingut un malson, però que no s'havia acabat en despertar, ja que continuava estant de gira amb els "molestos esquirols".
Els Chipmunks comencen a realitzar un tour de costa a costa. Abans del següent concert, Simon troba el seu vell parell d'ulleres de llarga vista i els uneix amb el nou parell que li havia donat Ian. Després, es posa el vell parell i l'ajusta una mica. Ian no sembla adonar-se que Simon havia tornat a usar les seves velles ulleres de llarga vista.
En el concert a Los Angeles, un metge diu que els esquirols no podrien cantar, ja que les seves veus estaven molt cansades. Ian, que no vol deixar de guanyar diners, els diu que moguin els llavis en lloc de cantar (que Simon diu que és "fer trampa"). Els esquirols queden convençuts que Dave no vol que tornin amb ell quan Ian els diu que Dave li havia trucat per dir-li que li estava anant molt bé, però que no podria anar al concert perquè estava ocupat. Dave, tanmateix, se les apanya per entrar al concert dels Chipmunks. Els encarregats de seguretat tracten de fer-ne fora Dave, però els esquirols aconsegueixen escoltar-lo. Després, acomiaden Ian parlant, amb la qual cosa l'audiència s'adona que estaven fent play back, i comencen a omplir d'escombraries l'escenari. Les últimes paraules d'Alvin per a Ian Hawke van ser "Tu, Oncle Ian! Besa les meves peludes galtes!". Dave prevé Ian, dient-li que des que des que els Chipmunks van arruïnar el concert, tota la gent s'assabentaria de la seva farsa, i la seva popularitat decauria. Els encarregats de seguretat acorralen els esquirols i Ian les tanca en una gàbia, ubicant-los a prop d'uns ninots d'ells mateixos, mentre ell, ràpidament, tracta d'escapar en un vol a París per al següent recital dels esquirols. Ian corre junt amb la gàbia cap al seu auto i comença a manejar. Dave ho persegueix, tractant de salvar els esquirols. Després, frena el seu auto, i aconsegueix atrapar els Chipmunks separant la gàbia del cotxe d'Ian. Finalment, els esquirols tornen amb ell després del qual l'home accepta que són una família, i després de permetre'ls esgarrapar l'auto, tocar la botzina i pujar i baixar les finestretes. Més tard, Ian mira dins de la gàbia i se sorprèn en trobar-hi només els peluixos, en lloc dels esquirols. Mentre el cotxe d'Ian desapareix per l'horitzó, se'l sent cridar "NOOOOOOOOOOOOOO!!".
Dave finalment arriba a casa seva i, l'endemà al matí, veu que els Chipmunks els havien preparat l'esmorzar a ell i a Claire. Alvin tracta de treure-li el suro a una ampolla de sidra. Quan ho aconsegueix, tot el líquid es vessa del vas en el qual el serveix. La paciència de Dave es veu posada a prova, pel que ell decideix "no dir-ho". El líquid arruïna la instal·lació elèctrica de la casa, causant una apagada. Dave decideix "dir-ho", i crida "AL-VINN!!!!!!!!!" Alvin respon amb "OK!"
Al principi dels crèdits finals, Ian tracta de cantar com ho fan els esquirols mentre toca el teclat, però falla.
Finalment, apareix un cartell que diu "Aquesta pel·lícula està dedicada a Ross Bagdasarian Sr, que va ser prou boig com per inventar tres esquirols cantant fa gairebé cinquanta anys".

## Repartiment
- Jason Lee: David Seville
- David Cross: Ian Hawke
- Cameron Richardson: Claire Wilson
- Jane Lynch: Gail
- Justin Long: Alvin Seville (veu)
- Matthew Gray Gubler: Simon Seville (veu)
- Jesse McCartney: Theodore Seville (veu)
- Beth Riesgraf: Mother in Store
- Adriane Lenox: Vet
- Kevin Symons: Ted
- Frank Maharajh: Barry
- Veronica Alicino: Amy